# Klaksvíkar Ítróttarfelag 2020
Questa voce raccoglie le informazioni riguardanti il Klaksvíkar Ítróttarfelag nelle competizioni ufficiali della stagione 2020.

## Stagione
La squadra debutta in UEFA Champions League superando a tavolino il primo turno preliminare per l'impossibilità dell'avversario, gli slovacchi dello Slovan Bratislava, di presentarsi in campo per i protocolli nazionali per il contrasto al COVID-19 che impongono all'intera squadra di stare in quarantena. Nel secondo turno di qualificazione, ossia la prima partita disputata della competizione, la squadra perde in gara secca per 3-1 contro gli svizzeri dello Young Boys, "retrocedendo" in UEFA Europa League. Esordisce nella seconda coppa internazionale superando in gara secca per 6-1 i georgiani della Dinamo Tbilisi, qualificandosi per la fase "Spareggi" contro gli irlandesi del Dundalk.

## Rosa
| N. |                      | Ruolo | Calciatore        |
| -- | -------------------- | ----- | ----------------- |
| 1  | Fær Øer (bandiera)   | P     | Kristian Joensen  |
| 2  | Fær Øer (bandiera)   | D     | Dávid Langgaard   |
| 3  | Fær Øer (bandiera)   | D     | Ísak Simonsen     |
| 4  | Serbia (bandiera)    | D     | Deni Pavlović     |
| 5  | Danimarca (bandiera) | D     | Jesper Brinck     |
| 6  | Slovenia (bandiera)  | C     | David Skrbec      |
| 7  | Fær Øer (bandiera)   | A     | Patrik Johannesen |
| 8  | Fær Øer (bandiera)   | C     | Jákup Andreasen   |
| 9  | Fær Øer (bandiera)   | A     | Páll Klettskarð   |
| 10 | Fær Øer (bandiera)   | A     | Jóannes Bjartalíð |
| 11 | Fær Øer (bandiera)   | C     | Jonn Johannesen   |
| 12 | Polonia (bandiera)   | P     | Lukasz Jarosinski |

| N. |                       | Ruolo | Calciatore          |
| -- | --------------------- | ----- | ------------------- |
| 15 | Fær Øer (bandiera)    | C     | Gulak Jacobsen      |
| 16 | Fær Øer (bandiera)    | P     | Meinhardt Joensen   |
| 17 | Norvegia (bandiera)   | A     | Ole Erik Midtskogen |
| 18 | Fær Øer (bandiera)    | D     | Ólavur Niclassen    |
| 19 | Nigeria (bandiera)    | A     | Ibrahim Abubakar    |
| 20 | Fær Øer (bandiera)    | D     | Börge Petersen      |
| 21 | Montenegro (bandiera) | C     | Boris Došljak       |
| 22 | Fær Øer (bandiera)    | D     | Odmar Færø          |
| 23 | Fær Øer (bandiera)    | D     | Jóannes Danielsen   |
| 24 | Fær Øer (bandiera)    | D     | Heini Vatnsdal      |
| 25 | Fær Øer (bandiera)    | C     | Steinbjørn Olsen    |
| 27 | Fær Øer (bandiera)    | D     | Óli Poulsen         |